# Funktion und Begriff
Funktion und Begriff ist neben Über Sinn und Bedeutung und Über Begriff und Gegenstand einer der drei kurz hintereinander erschienenen Aufsätze von Gottlob Frege, in denen er grundlegende Begriffe seiner Logik und Sprachphilosophie erläutert. Funktion und Begriff erschien im Jahr 1891 und damit von den genannten Texten als erstes. Frege präsentiert hier u. a. eine Konstruktion, mit der man Prädikate (in Freges Terminologie Begriffe) als Funktionen auffassen kann. Diese Idee legte einen der Grundsteine für die moderne Analyse natürlicher Sprache mittels formaler Logik, wie sie u. a. von Max Cresswell und Richard Montague durchgeführt wurde (Montague-Grammatik).

## Inhaltsangabe

### Funktionen
Frege klärt zunächst den Begriff Funktion. Um einen "Funktionsausdruck" zu erhalten, muss man in einem "Rechnungsausdruck" das "Zeichen des Arguments" entfernen. Wird zum Beispiel im Rechnungsausdruck
{\displaystyle 2\cdot \mathrm {x} ^{3}+\mathrm {x} }
das "x" entfernt, enthält man den Funktionsausdruck
{\displaystyle 2\cdot ()^{3}+()}
Im Gegensatz zum Argument ist eine Funktion demnach "unvollständig, ergänzungsbedürftig oder ungesättigt zu nennen". Wird eine Funktion durch ein Argument ergänzt, nennt Frege das Ergebnis "Wert" der Funktion. Ergänzt man obige Funktion mit der Zahl 2 erhält man also als Wert 18. Ergeben zwei Funktionen für jedes Argument denselben Wert, dann haben sie nach Frege denselben "Werteverlauf". Ein Beispiel für Funktionen mit demselben Werteverlauf wären demnach die Funktionen
{\displaystyle 2(\mathrm {x} +2)}
und 
{\displaystyle 2\mathrm {x} +4}.
Diese Funktionen ergeben immer denselben Wert, gleichgültig welches Argument man für x einsetzt.
Man kann sich einen Werteverlauf als eine Zuordnung der entsprechenden Gegenstände, hier Zahlen, vorstellen. Im Falle der zuletzt genannten Funktionen wird also der 1 die 6 zugeordnet, der 2 die 8 usw. Graphisch veranschaulichen ließe sich der Werteverlauf hier mit einem Koordinatensystem.

### Begriffe

#### Begriffe in der Mathematik
Frege weitet nun den Bereich der Zeichen, die "zur Bildung des Funktionsausdrucks dienen" aus, indem er "Zeichen wie "=", ">" und "<"" hinzunimmt. Er kann nun "von der Funktion {\displaystyle x^{2}=1} sprechen". Setzt man hier für "x" Zahlen ein, so stellt man fest, dass der Ausdruck für 1 und −1 wahr und für alle anderen Zahlen falsch wird. Nach Frege ist der Wert dieser Funktion "ein Wahrheitswert", d. h. einer der beiden Werte "das Wahre" und "das Falsche". Funktionen, "deren Wert immer ein Wahrheitswert ist", nennt Frege auch "Begriffe". Obige Funktion ist also gleichzusetzen mit dem Begriff "Quadratwurzel aus 1".
Durch das Zulassen von wahrheitsfähigen Ausdrücken (Aussagen) als Funktionsausdrücken und die gleichzeitige Einführung von Wahrheitswerten hat Frege den Weg geebnet für eine Behandlung der Mathematik mit Mitteln der Logik. Dies ist der Grundgedanke des logizistischen Programms, das Frege in "Die Grundlagen der Arithmetik" formuliert hat. Die fregeschen "Begriffe" werden im heute gängigen Sprachgebrauch der Logik als "Prädikate" bezeichnet. 
Frege nennt den Werteverlauf einer solchen Funktion einen "Begriffsumfang". Den Begriffsumfang des Begriffs "Quadratwurzel aus 1" kann man sich also als die Zuordnung des Wahrheitswerts "das Wahre" zu 1 und zu −1 und des Werts "das Falsche" zu allen anderen Zahlen vorstellen. Die Fregeschen Begriffsumfänge werden in der modernen Mathematik "charakteristische Funktionen" genannt. Jeder charakteristischen Funktion und damit jedem Begriffsumfang entspricht genau eine Menge, nämlich die Menge derjenigen Objekte, denen die Funktion den Wert "wahr" zuordnet. Dem Begriffsumfang des Begriffs "Quadratwurzel aus 1" entspricht demnach die Menge {1,-1}. Aufgrund dieser Äquivalenz von Begriffsumfängen und Mengen kann Freges Theorie als Fortführung und gleichzeitig Präzisierung der cantorschen Mengenlehre angesehen werden.

#### Natürlichsprachliche Begriffe
Frege geht nun noch einen Schritt weiter und lässt auch natürlich-sprachliche Ausdrücke als Funktionsausdrücke zu. Der Satz "Caesar eroberte Gallien" kann beispielsweise in den Ausdruck "Caesar" und die Funktion, genauer gesagt, den Begriff "x eroberte Gallien" zerlegt werden. Die Funktion "x eroberte Gallien" ergibt also den Wahrheitswert das Wahre, wenn sie auf das Argument Caesar angewendet wird und das Falsche, wenn sie beispielsweise auf Hannibal angewendet wird. Es werden also hier auch raum-zeitliche Gegenstände (Personen) als Argumente zugelassen. Solche können auch Funktionswerte sein, z. B. der Funktion "die Hauptstadt von x". Erhält diese Funktion Deutschland als Argument, liefert sie die Stadt Berlin. 
Allgemein ist ein Gegenstand für Frege „alles, was nicht Funktion ist, dessen Ausdruck also keine leere Stelle mit sich führt“. Beispiele sind Zahlen, raum-zeitliche Gegenstände wie Orte (Städte) und Personen, sowie auch die logischen Gegenstände Wahrheitswerte und Wertverläufe.

### Logische Konstanten als Funktionen
Frege führt einige grundlegende Notationen seiner Begriffsschrift, also der von ihm entwickelten Prädikatenlogik 2. Stufe, als Funktionen ein. Der "Waagerechte" ist eine Funktion, die, wenn sie auf das Wahre angewendet wird, das Wahre liefert und sonst das Falsche. Ähnlich lässt sich die Negation als Funktion auffassen: Sie liefert angewandt auf das Falsche das Wahre und auf das Wahre das Falsche. Auch die Quantoren sind Funktionen, allerdings solche, die auf Funktionen angewendet werden, Frege nennt sie "Funktionen zweiter Stufe". Der Allquantor liefert beispielsweise das Wahre, wenn er auf eine Funktion angewendet wird, die auf einen beliebigen Gegenstand angewendet ihrerseits das Wahre liefert, andernfalls das Falsche.
Frege behandelt auch Funktionen mit mehreren Argumenten wie beispielsweise "x > y". Er nennt diese "Beziehungen". Zu diesen gehört die logische Funktion des Subjunktion, die das Falsche liefert, wenn ihr erstes Argument das Wahre, ihr zweites das Falsche ist, sonst das Wahre. Die Argumente einer Funktion mit mehreren Argumenten können "von derselben oder von verschiedenen Stufen sein", also beispielsweise alles Gegenstände oder sowohl Gegenstände als auch Funktionen.